# Asano Nagasato
Asano Nagasato (永里 亜紗乃, Nagasato Asano, nascida em 24 de janeiro de 1989, em Atsugi) é uma futebolista japonesa que atua como atacante. Atualmente joga pelo clube alemão 1. FFC Turbine Potsdam.